# 25364 Allisonbaas
A 25364 Allisonbaas (ideiglenes jelöléssel 1999 TD26) a Naprendszer kisbolygóövében található aszteroida. A LINEAR projekt keretében fedezték fel 1999. október 3-án.